# Gau de Hannover Oriental
El Gau de Hannover Oriental (Gau Ost-Hannover) va ser una divisió administrativa de l'Alemanya nazi de 1933 a 1945 a la província prussiana de Hannover i agafava els Regierungsbezirke de Lüneburg i Stade. Abans d'això, de 1925 a 1933, va ser la subdivisió regional del partit nazi en aquesta zona.
El sistema nazi de Gau (en plural Gaue) va ser establert originalment en una conferència del partit, el 22 de maig de 1926, per tal de millorar l'administració de l'estructura del partit. A partir de 1933, després de la presa de poder nazi, els Gaue va reemplaçar cada vegada més als estats alemanys com a subdivisions administratives a Alemanya.
Al capdavant de cada Gau es va situar un Gauleiter, una posició cada vegada més poderosa, especialment després de l'esclat de la Segona Guerra Mundial, amb poca interferència des de dalt. El Gauleiter local freqüentment ocupava càrrecs governamentals i de partit, i s'encarregava, entre altres coses, de la propaganda i la vigilància i, a partir de setembre de 1944, el Volkssturm i la defensa de la Gau.
Inicialment, el Gau de Hannover Oriental va ser una mera subsecció del partit nazi regional, però amb la creixent submissió de tota l'administració pública a la influència del partit nazi després del Machtergreifung, el Gau va usurpar de 1933 a 1935 cada vegada més les funcions del govern provincial i de l'Estat Lliure de Prússia. No obstant això, després que els estats constituents alemanys van ser abolits de facto el 1935, els Gaue els van substituir per les seves responsabilitats. El Gau de Hannover Oriental, com totes les estructures dels partits nazis, va ser desmantellat després de la derrota de l'Alemanya nazi en 1945. El 1946, els britànics va reconstituir la província de Hannover com a Estat de Hannover i, posteriorment, el mateix any, el van unir amb tres estats alemanys veïns més petits per formar el nou estat de Baixa Saxònia dins de la Zona d'ocupació britànica. El municipi d'Amt Neuhaus va passar a Mecklenburg-Pomerània Occidental.
De 1925 a 1928, s'anomenava Gau de Lüneburg-Stade, i el Gauleiter va ser Bernhard Rust. A partir de 1928 la posició de Gauleiter va ser ocupada per Otto Telschow fins a la resta d'existència del Gau.
El camp de concentració de Bergen-Belsen estava situat al Gau de Hannover Oriental. El camp va ser alliberat per l'exèrcit britànic a l'abril de 1945, que va trobar als 60.000 reclusos en un estat a prop de la mort, mentre que el camp estava ple de cossos de presos morts.

## Gauleiters
- 1925-1928: Bernhard Rust
- 1928-1945: Otto Telschow